# Butuh (Kalikajar)
Butuh is een bestuurslaag in het regentschap Wonosobo van de provincie Midden-Java, Indonesië. Butuh telt 5620 inwoners (volkstelling 2010).